# Annalisa Graziosi
Annalisa Graziosi (Ancona, 2 febbraio 1982) è una pattinatrice artistica a rotelle italiana.
Può essere considerata una delle atlete più longeve del pattinaggio artistico a rotelle dato che, dopo alcune esperienze nelle categorie giovanili, è stata convocata con la nazionale Senior nel 2003 ed è rimasta nella rosa azzurra fino alla fine del 2016, anno in cui ha deciso di ritirarsi dalle competizioni.

## Biografia
Ha cominciato a pattinare dall'età di 5 anni. All'età di 17 anni entra a far parte della rosa nazionale italiana giovanile vincendo la medaglia d'argento alla coppa Europa ad Alicante, in Spagna. Nel 2000 vince la medaglia di bronzo nella coppa Italia di pattinaggio artistico. Nel 2001 debutta nella categoria Senior; dopo un paio di stagioni di adattamento, nel 2003 decide di affidarsi a Sara Locandro, allenatrice federale, ottenendo fin da subito importantissimi risultati: bronzo ai Campionati Italiani e bronzo ai Campionati Europei. Nel 2005 è vice-campionessa italiana e conquista la medaglia di bronzo sia ai campionati europei che al 50º Campionato Mondiale di Pattinaggio Artistico a rotelle, così le viene consegnata la medaglia d'oro al valore atletico (CONI Ancona). Nel 2006 vince la medaglia d'argento alla coppa di Germania e la prima medaglia d'oro ai campionati italiani assoluti che replicherà poi nel 2008. Sempre nel 2006 partecipa al suo secondo campionato del mondo, ma in seguito ad un infortunio a pochi giorni dalla gara, si piazza al sesto posto. Nel 2008 (dopo essersi laureata campionessa italiana per la seconda volta) vince la medaglia di bronzo al campionato mondiale di Taiwan. Tra il 2009 e il 2016 è stata per 5 volte vice-campionessa europea.